# Oldenburger Volksbank
Die Oldenburger Volksbank eG mit Sitz in Oldenburg (Oldenburg) ist eine Genossenschaftsbank. Die Bank entstand im Jahr 2022 aus der Fusion der Volksbank Oldenburg eG mit der Raiffeisenbank Oldenburg eG.

## Geschäftsgebiet
Filialen der Oldenburger Volksbank eG befinden sich in der Stadt Oldenburg, im Landkreis Ammerland und in Brake.

## Geschichte
Die Oldenburger Volksbank entstand im Jahr 2022 durch die Fusion der Volksbank Oldenburg eG und der Raiffeisenbank Oldenburg eG. Die Volksbank Oldenburg eG ist wie die Raiffeisenbank Oldenburg eG im Jahr 1903 gegründet worden.

### Volksbank Oldenburg
Anfang 1903 wurden die Stadtoldenburger Handwerkerinnungen aufgefordert, ihre Mitglieder vor allem für die Gründung einer Kreditgenossenschaft zu interessieren, um damit der allgemein vorherrschenden Kreditnot des Handwerks zu begegnen. Gleichzeitig wurden die Handwerker, die sich in die ausgelegten Listen eingetragen hatten, zu der Gründungsversammlung am 11. März 1903 eingeladen. 37 Oldenburger Handwerker gründeten die Handwerker Spar- und Darlehnskasse zu Oldenburg e.G.m.b.H. Die Eintragung der neuen Genossenschaft in das Genossenschaftsregister beim Amtsgericht erfolgt am 15. Mai 1903. Nach Abschluss der erforderlichen Vorarbeiten wurde der Geschäftsbetrieb am 15. Juni 1903 aufgenommen. Zum Ende des Jahres 1903 zählte die Genossenschaft 69 Mitglieder und im zehnten Jahr des Bestehens waren bereits 387 Mitglieder zu verzeichnen.
Unter Beachtung des über die Jahre erweiterten Geschäftsbetriebes beschloss die Bank am 13. August 1919, fortan den Namen Gewerbe- und Handelsbank e.G.m.b.H. zu führen. Zusätzlich wurde das Geschäftsgebiet durch Einrichtung von Zweigniederlassungen in Friesoythe (1920) und Brake (1926) erweitert.
Im Jahr 1941 wurde die Umbenennung der Bank in Volksbank Oldenburg e.G.m.b.H. beschlossen. 1951 übernahm die Volksbank die im Jahre 1900 gegründete Volksbank Quakenbrück. In Oldenburg wurde 1953 eine Geschäftsstelle in der Alexanderstraße eröffnet und 1956 die Raiffeisenbank Osternburg durch Fusion übernommen. Der stetig steigenden Nachfrage nach Bankdienstleistungen wurde durch Eröffnung weiterer Geschäftsstellen Rechnung getragen: 1966 in Bürgerfelde, 1967 in Kreyenbrück, 1967 in Eversten, 1971 in Bümmerstede und 1976 in Bloherfelde. Daneben verschmolz 1972 die Raiffeisenbank Etzhorn durch Fusion mit der Bank. Zum Ende des Geschäftsjahres 1972 verzeichnete die Volksbank Oldenburg eG 8.263 Mitglieder.

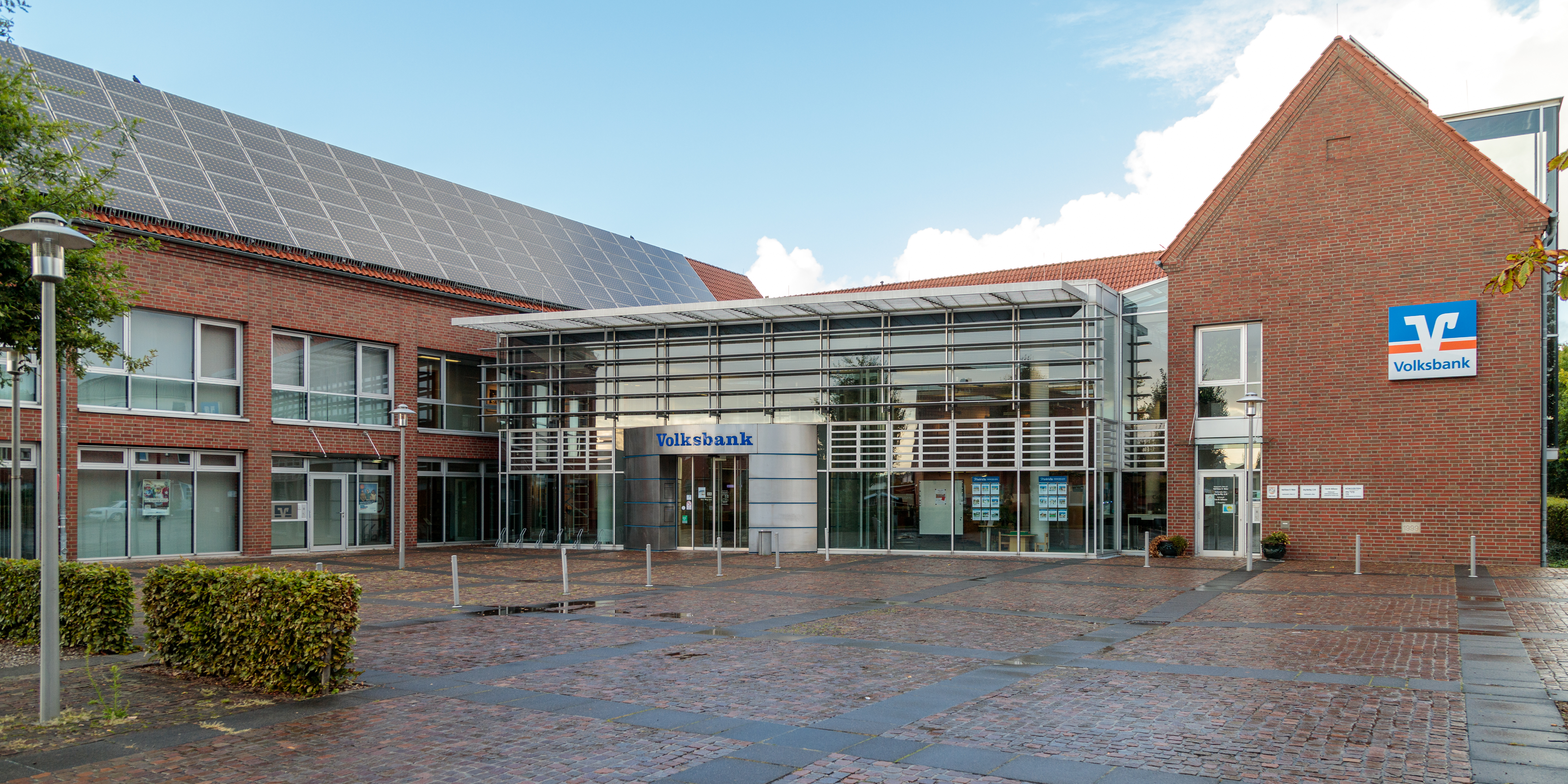
Volksbank in Edewecht

Im Jahre 2005 fusionierten die Volksbank Oldenburg und die Volksbank Ammerland-Süd.

### Raiffeisenbank Oldenburg
Geschichte
Nach der Trennung der Landgemeinde Oldenburg in die Gemeinden Eversten und Ohmstede im Jahre 1879, wurde am 1. Mai 1901 die Teilung der großen Pfarr-Landgemeinde Oldenburg in drei Kirchengemeinden beschlossen. Eversten war eine davon. Aufgrund der schlechten sozialen Strukturen und daraus resultierenden schlechten wirtschaftlichen Verhältnisse, wurde eine Versammlung zur Besserung einberufen. Auf dieser Versammlung wurde beschlossen, in Eversten eine Spar- und Darlehnskasse zu eröffnen.
Am 14. April 1903 wurde die „Spar- und Darlehnskasse eingetragene Genossenschaft mit unbeschränkter Haftung“ (eGmuH) ins Genossenschaftsregister eingetragen. Zu diesem Zeitpunkt waren 41 Genossen vermerkt. Der erste Vorstand setzte sich aus Bernhard Schwarting als Direktor, Friedrich Meyer als Beisitzer und Friedrich Oldewage als Rendant zusammen. Die Geschäftsräume befanden sich im Haus des Rendanten Friedrich Oldewage, Hauptstraße 13. Bei wachsender Mitgliederzahl und steigenden Umsätzen entwickelte sich die Spar- und Darlehnskasse zum Rückgrat der Wirtschaft in Eversten.
1923 wurde Wilhelm Reins neuer Rendant, da sein Vorgänger Friedrich Oldewage in den Ruhestand gegangen ist. Unter der neuen Leitung wurde der Name 1924 in „Eversten Bank eGmuH“ geändert. Während der Weltwirtschaftskrise bis in die 1930er Jahre wechselte die Bank öfters ihren Geschäftssitz und Namen.
Im Februar 1953 konnte die Bank ihr neues Gebäude an der Hauptstraße 74 in Eversten beziehen. Rendant war zu der Zeit Emil Helms.

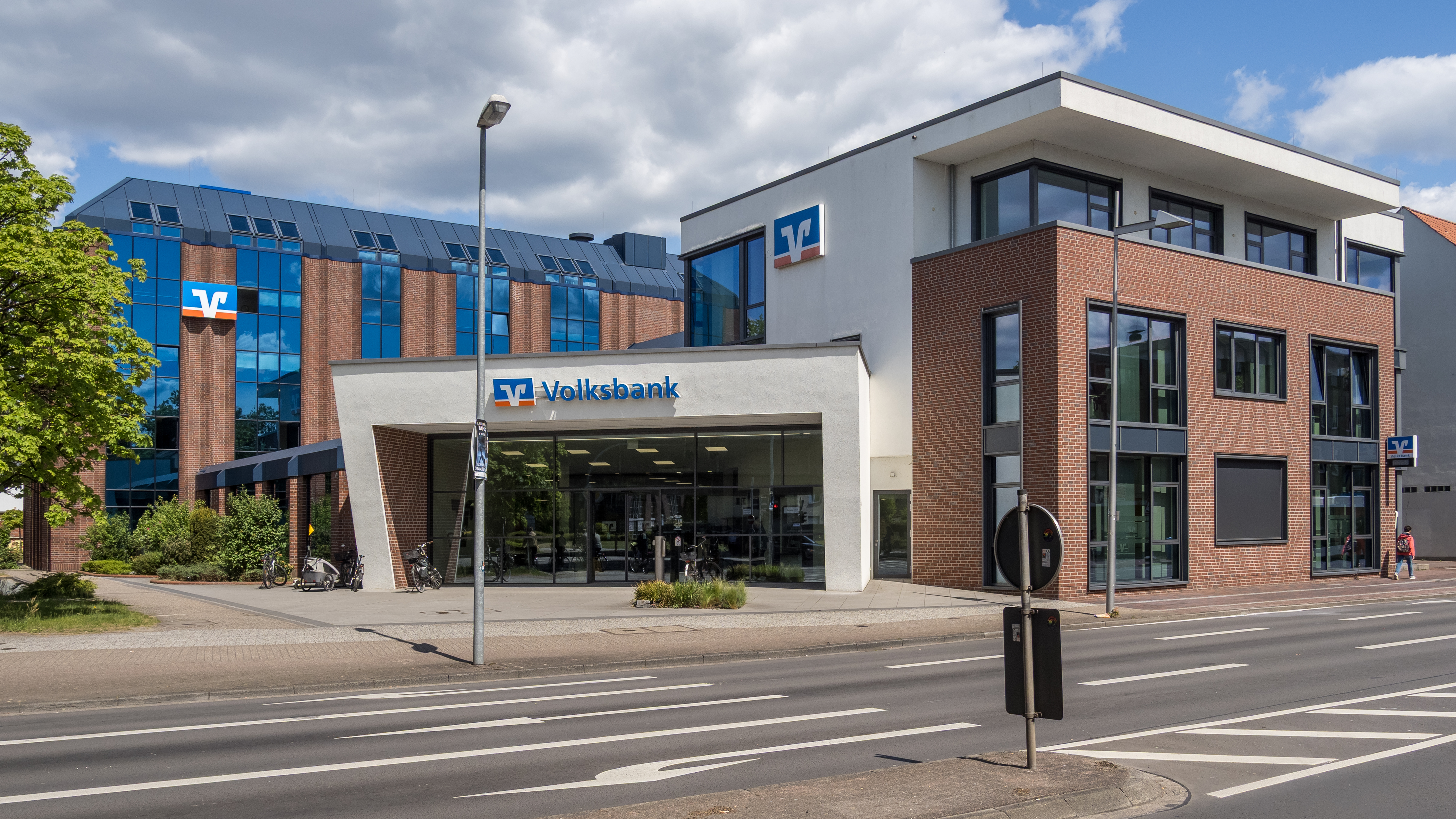
Vormalige Hauptstelle der Raiffeisenbank

Im März 1964 wurde in Bloherfelde an der Bloherfelder Straße 141 eine Geschäftsstelle eröffnet. Am 1. Juni 1975 wurde die Geschäftsstelle an ihren heutigen Standort verlegt. Eine weitere Geschäftsstelle wurde 1964 in Hundsmühlen eröffnet.
Im Jahre 1972 beauftragten Vorstand und Aufsichtsrat der Raiffeisenbank Oldenburg eG den Architekten Rolf Ripken mit dem Neubau. Im Dezember 1973 wurde das neue Gebäude bezogen. Dieses liegt noch heute an der Hauptstraße 74. In diesem Jahr wurde der Name zum letzten Mal zu „Raiffeisenbank Oldenburg eG“ geändert.
1987 fusionierte die Raiffeisenbank Oldenburg eG mit der Raiffeisenbank Wiefelstede eG. Die Geschäftsstellen Ofenerdiek und Nadorst wurden bei der Fusion mit der Spar- und Darlehnskasse Oldenburg eG 1991 übernommen. Die letzte Fusion mit der Volksbank Bad Zwischenahn fand 2001 statt.

## Das historische Gebäude der Oldenburger Volksbank eG

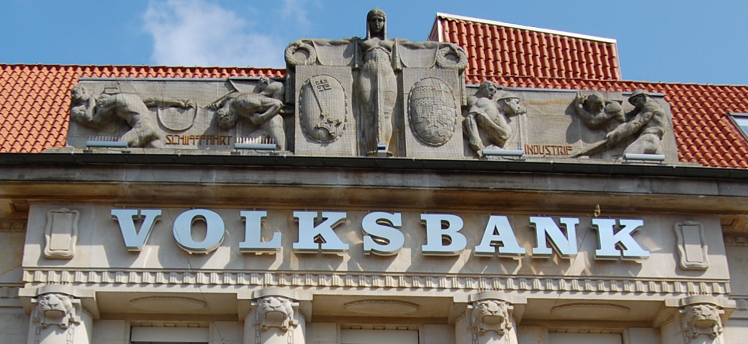
Hauptstelle Oldenburg Fassade Lange Straße

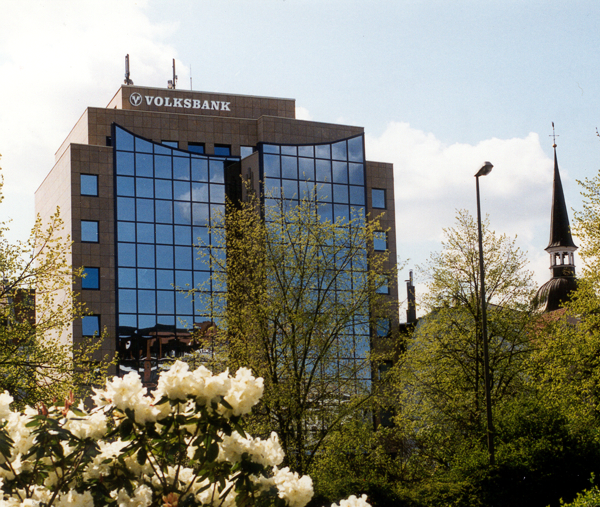
Hauptstelle Oldenburg Ansicht Staulinie

Das Gebäude Lange Straße 8/9 wurde in den Jahren 1906 bis 1908 von der Deutschen Nationalbank, Bremen, nach einem Entwurf der Bremer Architektengemeinschaft Abbehusen & Blendermann errichtet und 1925 von der Allgemeinen Ortskrankenkasse (AOK) übernommen. Die Volksbank bezog ihren heutigen Standort in der Langen Straße 8/9 am 27. Mai 1957, nachdem für die AOK in der Gartenstraße ein Verwaltungsgebäude errichtet worden war.
Das Bankgebäude verfügt über eine historische Fassade, die zum hundertjährigen Jubiläum der Volksbank im Jahr 2003 aufwändig saniert wurde.
Geprägt wird die Fassade durch verschiedene Reliefs. Gerade die vier unteren Figuren im Hochparterrebereich, die sich fast auf Augenhöhe des Betrachters befinden, sind sehr auffällig. Sie und alle anderen Reliefs der Fassade bestehen, wie das gesamte Gebäude, aus naturbelassenem Sandstein. Die vier Reliefs bilden einen Zyklus und stellen den Bezug zur Volksbank als eines der führenden Geldhäuser in Oldenburg dar. Sie zeigen von links nach rechts einen Mann, der eine Spitzhacke in der linken, einen Stein, den er prüfend betrachtet, in der rechten Hand hält („Prüfen“), einen bärtigen Mann mit Balkenwaage („Wägen“) sowie Darstellungen des Schmelzvorganges („Schmelzen“) und des Geldprägens („Prägen“).
In der Mitte des Gebäudes thront als oberstes Element der Fassade allegorisch eine junge Frau, die mit seitlich ausgestreckten Armen je einen Kranz beschützend über die Darstellungen der Industrie (rechts aus Sicht des Betrachters) und der Schifffahrt (links) hält. Sie wird ebenfalls flankiert von den Wappen Bremens und Oldenburgs.

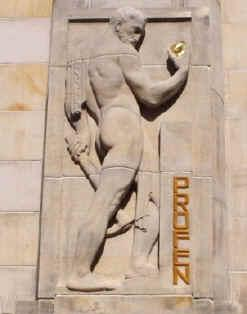
PRÜFEN – Mann, der eine Spitzhacke in der linken, einen Stein, den er prüfend betrachtet, in der rechten Hand hält
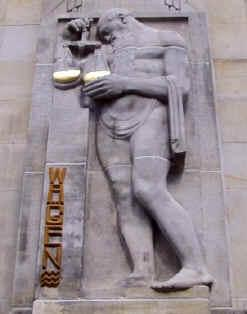
WÄGEN – Bärtiger Mann mit Balkenwaage
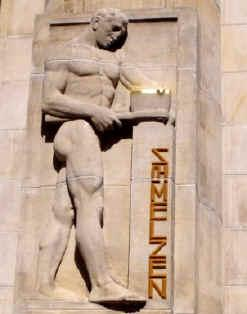
SCHMELZEN – Darstellung des Schmelzvorganges
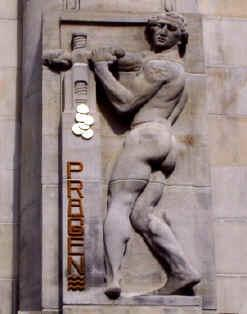
PRÄGEN – Darstellung des Geldprägens

## Genossenschaftliche Finanzgruppe
Die Bank ist Teil der genossenschaftlichen Finanzgruppe Volksbanken Raiffeisenbanken und Mitglied beim Bundesverband der Deutschen Volksbanken und Raiffeisenbanken (BVR) sowie dessen Sicherungseinrichtung. Der gesetzliche Prüfungsverband ist der Genossenschaftsverband Weser-Ems e.V.

## Ausbildung
Zur Mitarbeiterschaft der Oldenburger Volksbank eG gehören auch Auszubildende. Ausgebildet wird zur/zum Bankkauffrau/-mann an der Berufsfachschule Wechloy und der Genossenschaftsakademie in Rastede. Zusätzlich bietet die Oldenburger Volksbank eG einem Auszubildenden ein duales Studium zum Bachelor of Arts in Banking and Finance an. Dies wird in Zusammenarbeit mit der Berufsakademie für Bankwirtschaft (Hannover) durchgeführt. Des Weiteren gehört ein Jahrespraktikant der Berufsbildenden Schule Ammerland/Rostrup zu den Mitarbeitern.

## Gesellschaftliches Engagement

### Stiftung der Volksbank Edewecht eG
Die damalige Volksbank Edewecht errichtete anlässlich ihres 100-jährigen Bestehens im Jahre 1997 die Stiftung der Volksbank Edewecht eG. Mit den Zinserträgen aus dem Stammkapital über 153.387,56 Euro werden seitdem die Jugendarbeit, die Kultur-, Heimat- und Denkmalpflege sowie der Sport in der Gemeinde Edewecht gefördert. Das Stammkapital wurde 2013 um 5.000 Euro auf 158.387,56 Euro erhöht.

### Sterne des Sports
Die „Sterne des Sports“ sind eine Auszeichnung, die an Sportvereine für ihr soziales Engagement vergeben wird. Hier wird nicht die sportliche Höchstleistung, sondern der gesellschaftliche Einsatz innerhalb des Breitensports belohnt. Der Wettbewerb würdigt kreative, innovative Projekte in den Bereichen Gesundheit & Prävention, Integration, Kinder und Jugend, Familie, Senioren, Gleichstellung von Männern und Frauen, Leistungsmotivation, Klima- und Umweltschutz, Ehrenamtsförderung und Vereinsmanagement. Die Volksbank Oldenburg lobt seit Beginn der Kampagne den Wettbewerb gemeinsam mit dem Deutschen Olympischen Sportbund aus.

### RegionalStiftung Oldenburg-Ammerland
Die im Jahre 2007 entstandene RegionalStiftung Oldenburg-Ammerland ist eine auf Initiative der Raiffeisenbank Oldenburg eG gegründete gemeinnützige Stiftung. Die RegionalStiftung Oldenburg-Ammerland konzentriert sich auf Projekte in der Region Oldenburg und im Landkreis Ammerland. Mit den Stiftungserträgen und eingehenden Spenden werden ausschließlich und unmittelbar gemeinnützige Zwecke in der Region gefördert.

### BEP Bürger-Energiepark Ammerland-Oldenburg eG
Auf Initiative der Raiffeisenbank Oldenburg eG wurde zusammen mit kommunalen Vertretern der Gemeinde Bad Zwischenahn im August 2008 eine Bürger-Energiegenossenschaft gegründet, die heute unter dem Namen BEP Bürger-Energiepark Ammerland-Oldenburg eG firmiert.